# وینتس (ناحیه ملادا بولسلاف)
وینتس (به چکی: Vinec) یک منطقهٔ مسکونی در جمهوری چک است که در ناحیه ملادا بولسلاو واقع شده‌است.